# 莱斯卡尔
莱斯卡尔（法語：Lescar，法語發音：[lɛskaʁ] ⓘ）是法国大西洋比利牛斯省的一个市镇，位于该省中东部偏北，属于波城区。莱斯卡尔历史上曾为贝阿恩地区的首府和贸易中心，现为波城的主要卫星城之一。

## 地理
莱斯卡尔（43°19'30"N, 0°24'58"W）面积26.5 平方千米，位于法国新阿基坦大区大西洋比利牛斯省，该省份为法国东南部省份，涵盖了贝阿恩与北巴斯克，西临大西洋比斯開灣，北至朗德省，东北接热尔省，东临上比利牛斯省，南与西班牙接壤。
与莱斯卡尔接壤的市镇（或旧市镇、城区）包括：阿蒂格卢沃、拉鲁万、隆斯、波埃德莱斯卡尔、索瓦尼翁、塞尔卡斯泰、于赞。
莱斯卡尔的时区为UTC+01:00、UTC+02:00（夏令时）。

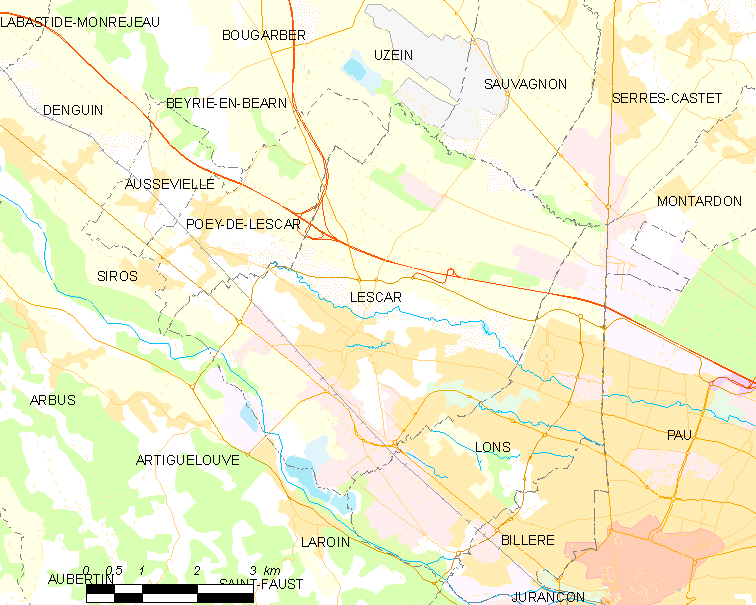
莱斯卡尔的OSM定位图

## 行政
莱斯卡尔的邮政编码为64230，INSEE市镇编码为64335。

## 政治
莱斯卡尔所属的省级选区为莱斯卡尔-激流-蓬隆土地县。

## 人口

1962-2008年间莱斯卡尔人口变化图示

莱斯卡尔于2022年1月1日时的人口数量为9540人。